# Saint-Affrique
Saint-Affrique (okcitansko Sant Africa) je naselje in občina v južnem francoskem departmaju Aveyron regije Jug-Pireneji. Leta 2006 je naselje imelo 8.022 prebivalcev.

## Geografija
Kraj leži v pokrajini Rouergue ob reki Sorgues znotraj naravnega regijskega parka Grand Causses, 32 km jugozahodno od Millaua.

## Uprava
Saint-Affrique je sedež istoimenskega kantona, v katerega so poleg njegove vključene še občine La Bastide-Pradines, Calmels-et-le-Viala, Roquefort-sur-Soulzon, Saint-Félix-de-Sorgues, Saint-Izaire, Saint-Jean-d'Alcapiès, Saint-Rome-de-Cernon, Tournemire, Vabres-l'Abbaye in Versols-et-Lapeyre z 12.561 prebivalci.
Kanton Saint-Affrique je sestavni del okrožja Millau.

## Zgodovina
Naselbina je zrasla v 7. stoletju okoli groba sv. Afrika, škofa Commingesa.
V času francoske revolucije se je kraj začasno preimenoval v Montagne-sur-Sorgues. Leta 1840 so bila občini priključena ozemlja Bedos-Peyralle, Bournac, Saint-Étienne-de-Naucoules in Vendeloves.

## Zanimivosti
- ruševine trdnjave château de Caylus iz 12. stoletja,
- stari most Pont-Vieux iz 13. stoletja, francoski zgodovinski spomenik,
- Château de Bournac iz 13. stoletja, obnovljen v 19. stoletju,
- Château du Mas Rougier, zgodovinski spomenik,
- gotska cerkev iz 19. stoletja,

Po kraju je poimenovana nagrada, ki so jo podeljevali znanim pariškim slikarjem v drugi polovici 20. stoletja.

## Pobratena mesta
- Driffield (Anglija, Združeno Kraljestvo),
- Tremp (Katalonija, Španija).